# Quinton De Kock
Quinton De Kock (17 dicembre 1992) è un crickettista sudafricano.
Gioca per i Titans a livello locale e nella squadra nazionale del Sudafrica. Gioca anche per il Mumbai Indians nell'Indian Premier League. È stato nominato giocatore di cricket dell’anno al Cricket South Africa’s Annual Awards del 2017. È il secondo più veloce degli 11 centinaia di runs ODI, a soli 2 innings dietro al suo compagno di squadra Hashim Amla.
Battitore di apertura e ricevitore, De Kock ha fatto il suo debutto domestico per i Lions Highveld durante la stagione 2012/2013. Ha rapidamente catturato l’attenzione dei selezionatori nazionali in una partnership con Neil McKenzie nella Champions League T20 contro gli indiani di Mumbai. Ha anche concluso al quarto posto le classifiche di prima classe, nonostante abbia giocato solo 6 delle 10 partite di quell’estate. Ha fatto il suo debutto internazionale nella prima partita della serie Twenty20 International in Sudafrica contro i neozelandesi in tournée durante la stagione 2012/2013. Gli fu chiesto di prendere il posto di AB de Villiers, che chiese di riposare. Da allora ha giocato regolarmente per la squadra sia a livello One Day International (ODI) che Twenty20 International (T20I). Nel febbraio 2014, ha anche fatto il suo debutto in prova per il Sudafrica giocando esclusivamente come battitore. 
Alla sua ventesima partita ODI, aveva già segnato cinquecento runs. È diventato il quarto giocatore a segnare tre secoli consecutivi di un giorno e il secondo giocatore a segnare quattrocento runs ODI prima del suo 21º compleanno.
Nel suo 74º ODI, contro lo Sri Lanka il 10 febbraio 2017) è diventato il giocatore più veloce a completare 12 centinaia di ODI, superando anche Hashim Amla, che aveva raggiunto il punto di riferimento di riferimento di 81 innings. 
Prima di unirsi ai Titani nel 2015, De Kock ha giocato a cricket domestico per Gauteng e Highveld Lions. Ha anche giocato nella Premier League indiana (IPL) per Sunrisers Hyderabad, Delhi Daredevils, Royal Challengers Bangalore e Mumbai Indians. È uno dei giovani battitori più esplosivi al mondo con un talento per segnare sempre runs velocemente. Anche se apre le battute nel Cricket One Day International e T20, in primo luogo batte nel Test cricket. Il 22 luglio 2018, durante il secondo Test match contro lo Sri Lanka, è diventato il ricevitore più veloce in termini di partite (35) con 150 licenziamenti.

## Inizio carriera
De Kock ha studiato alla King Edward VII School a Johannesburg. È stato visto come uno studente talentuoso e suonava per il club affiliato Old Eds.
Nella Coppa del mondo di cricket Under 19 del 2012, ha segnato 95 su 131 palle nella sua prima partita del Sudafrica contro il Bangladesh, che la squadra ha vinto con 133 runs.
Nella seconda partita contro la Namibia ha segnato 126 su 106 palle, con il Sudafrica che ha visto di nuovo, con 209 runs.
Nei quarti di finale contro l’Inghilterra, De Kock ha segnato solo 7 punti, ma si è comportato bene come ricevitore, registrando cinque licenziamenti (due inciampi e tre catture). Complessivamente, De Kock ha segnato 284 runs durante il torneo, classificandosi al 4º posto nel torneo.

## Carriera Locale
Da Johannesburg, ha debuttato per la squadra senior di Gauteng durante la stagione 2009/2010, a 16 anni, e successivamente ha rappresentato la nazionale under 19 alla World Cup under 19 del 2012.

### Ram Slam Twenty20
Nel torneo nazionale Twenty20 del 2013 in Sudafrica, De Kock ha giocato parecchi colpi per portare la sua squadra Highveld Lions alla finale dove hanno vinto, diventando infine i campioni della stagione della Champions. Il 18 febbraio 2013, nello stesso campionato contro Cape Cobras lui ha raggiunto il secondo più alto punteggio di 126 in Sudafrica. Il suo colpo di 126 è anche il più alto punteggio T20 mai fatto da un ricevitore battitore in una inning.

### Indian Premier League
De Kock venne comprato per $20.000 dal franchise Indian Premier League (IPL) Sunrise Hyderabad nell’asta dei giocatori IPL il 3 febbraio 2013 per giocare la stagione IPL 2013.
Ma non è riuscito a impressionare in IPL -6 quando ha avuto occasioni nella squadra di Sunrisers Hyderabad. Nella Premier League Indiana (IPL), De Kock ha trascorso il torneo del 2013 con Sunrisers Hyderabad e ha firmato per i Daredevils di Delhi per il torneo 2014. Il 12 febbraio 2014 De Kokc è stato venduto a Delhi Daredevils per circa 560.000$ all’asta dei giocatori dell’IPL. Alla fine divenne il ricevitore straniero più alto nell’asta. Ha fatto parte del team di Delhi Daredevils fino al 2017. È stato acquistato dalla Royal Challengers Bangalore nell’asta 2018 per 2.8 Crore.
Ha giocato per i Mumbai Indians nella stagione 2019 dopo che l’MI lo ha acquistato dalla Royal Challengers Bangalore dove ha giocato alcuni colpi decisivi durante il torneo che ha visto Mumbai vincere la finale del 2019 contro Chennai Super Kings.

### Altro Cricket T20 in franchising
De Kock è apparso sotto i riflettori dopo aver segnato 51 not-out su 33 palle nella sua prima partita per gli Highveld Lions contro i Mumbai Indians in Champions League Twenty20, 2012 a Johannesburg. Rincorrendo i 158, dopo una sospensione anticipata, insieme all’esperto Neil Mckenzie ha portato la squadra a casa. Anche se non è riuscito a mantenere questa omogeneità nelle partite rimanenti, è arrivato alla ribalta dopo questo torneo. Nel 2013 CLT20, che è stato ospitato in India, De Kock ha segnato 109 punti senza battere 63 palle contro Otago Volts a Jaipur, Rajasthan.

## Carriera internazionale
De Kock ha rappresentato per la prima volta il Sudafrica, a livello T20, il 21 dicembre 2012 contro la Nuova Zelanda. Mentre il Sudafrica ha schiacciato la Nuova Zelanda e li ha fatti uscire per soli 86, i padroni di casa lo hanno inseguito facilmente con ancora 8 wicket rimasti. De Kock ha impressionato con la sua prima apparizione segnando un imbattuto 28 su 23 mentre inseguiva. Ha anche tenuto il wicket e fatto due catture.
De Kock ha fatto il suo debutto per la squadra ODI sudafricana il 19 gennaio 2013, contro la Nuova Zelanda al Boland Park Stadium, Paarl, Sudafrica. È stato detto che si stava allenando e preparando con il veterano Mark Batcher, battitore del Sudafrica in pensione, prima della serie ODI contro la Nuova Zelanda. È stato promosso alla battuta iniziale dalla sua seconda partita in poi con GraemeGraeme Smith nella sua serie di debutto.
Nel novembre 2013, è stato selezionato nella prima XI del Sudafrica contro il Pakistan negli Emirati Arabi Uniti, al posto di Colin Ingram. De Kock ha segnato una partita segnando 112 su 135 palle in una pista battuta ad Abu Dhabi nel quarto ODI per raggiungere il suo primo century ODI. Il Sudafrica ha vinto la serie ODI 4–1. Hanno anche giocato due partite T20 contro il Pakistan. De Kock ha segnato 48 punti not out nella prima partita mentre inseguiva e li ha portati a casa. Hanno vinto anche quella serie T20 2-0.
Il 5 dicembre 2013, De Kock ha segnato 135 punti contro l'India nella sua terra natale a Johannesburg. I suoi inning guidarono la squadra verso una vittoria di 141 gare contro l'India e gli fu assegnato il suo primo premio Man of the Match nel cricket One Day International.
Ha seguito la sua prestazione con un'altra tonnellata ODI successiva nella successiva partita contro la stessa squadra a Durban. Ha segnato 106 runs realizzando uno stand record di 194 a Durban con il compagno di squadra Hashim Amla che ha anche segnato un century nella stessa partita. Questa prestazione gli ha conferito un altro premio Man of the Match mentre avevano già vinto la serie battendo l'India con 134 runs. È arrivato ai 101 century nel 3 ° ODI che è stato successivamente abbandonato a causa della pioggia, ma è diventato solo la quinta persona a realizzare questa impresa di tre century consecutivi nel One Day Internationals, dopo Zaheer Abbas, Saeed Anwar, Herschelle Gibbs e AB de Villiers. È anche diventato il miglior procuratore di run di sempre in una serie ODI bilaterale a tre partite, battendo il precedente record di Martin Guptill. Nel frattempo, gli è stato assegnato il titolo di Man of the Series.
De Kock ha segnato il suo 5 ° century ODI con 128 contro lo Sri Lanka per registrare la loro prima vittoria in serie ODI in Sri Lanka. Ha anche segnato il suo test inaugurale cinquanta nella serie.
Nel tour di 3 partite nello Zimbabwe nell'agosto 2014, De Kock alla fine è diventato il battitore più veloce a raggiungere 1000 runs nel cricket ODI condividendo il record con Viv Richards, Jonathan Trott e Kevin Pietersen. Ha raggiunto il traguardo in 21 inning. è stato Player of the series in quel torneo in cui il Sudafrica ha battuto lo Zimbabwe per 3-0.
Per le sue prestazioni nel 2014, è stato nominato nel World ODI XI dall'ICC.
È stato anche nominato ricevitore dell'ODI XI nel 2016 da ICC e Cricinfo.
Nella serie ODI contro il Bangladesh nel 2017, insieme a Hashim Amla ha stabilito il record ODI per il Sudafrica con un’impresa collettiva imbattuta di 282 runs, che è anche la più di sempre nel One-Day Internationals senza perdere wicket. Per le sue prestazioni nel 2017, è stato nominato ricevitore del ‘’World ODI XI’’ dall'ICC.
Nell'aprile 2019, è stato nominato nella squadra sudafricana per la Coppa del mondo di cricket 2019. L'International Cricket Council (ICC) ha nominato de Kock il giocatore chiave della squadra sudafricana per il torneo. Nella partita inaugurale della Coppa del Mondo contro l'Inghilterra, ha segnato 68. Alla fine ha chiuso con 305 tiri in 8 partite, tra cui tre century e mezzo.

### Test cricket
Nel febbraio 2014, De Kock ha fatto il suo debutto di Test cricket per il Sudafrica, segnando sette runs nei primi inning e 34 nei secondi contro l'Australia a St George's Oval a Port Elizabeth.
Nel gennaio 2016, quando il Sudafrica stava perdendo la serie di Test casalinghi contro l'Inghilterra, De Kock è stato richiamato al Test cricket per il secondo test, prendendo i guanti del portiere da AB de Villiers, ma non riuscì nell’impresa. Fu sostituito da Dane Vilas all'undicesima ora prima della terza partita Test, dopo una strana ferita che si era procurato a casa il pomeriggio prima. È stato nuovamente selezionato per il quarto e ultimo Test e ha segnato il suo century Test d'esordio con un punteggio di 129 non uscito nei primi inning che arrivavano a battere al numero sette. Nel tour, De Kock ha raggiunto un traguardo come il più veloce per raggiungere 10 century ODI. Ha completato il suo decimo century nella sua 55ª partita. [39] Nel loro terzo test contro il Pakistan ha realizzato il suo stesso punteggio di 129 nel secondo inning nel 2019.

### T20 cricket
Nel marzo 2014, il Sudafrica ha disputato una serie Twenty20 a 3 partite contro l'Australia. De Kock è stato nominato ‘’Player of the series’’ nel torneo, anche se il Sudafrica ha perso la serie per 0–2.

## Vita privata
De Kock ha sposato la sua ragazza, Sasha Hurly, nel settembre 2016

## Premi e riconoscimenti
Il più veloce sudafricano per raggiungere 1.000 runs ODI.